# Hackbaugürtel
Als Hackbaugürtel wurden von Eduard Hahn die tropischen Teile von Afrika, Indien, die malaiischen Inseln und Teile Süd- und Mittelamerikas bezeichnet, wo Hackbau getrieben wird. 
Das wichtigste Bodenbearbeitungsgerät war hier der Grabstock, beziehungsweise ist es auch heute noch. Huhn, Hund und Ziege, in einzelnen Gebieten auch Buckelrind, Schaf und Schwein sind die typischen Vertreter der Haustiere. Eine wichtige Nahrungspflanze ist die Banane in vielen Sorten, wie zum Beispiel die Kochbanane. Nach Norden geht der Hackbaugürtel in das Pfluganbaugebiet über, welches sich bis in den Norden Europas, Amerikas und Asiens erstreckt.